# Стиглиц, Алфред
А́лфред Сти́глиц (англ. Alfred Stieglitz, 1 января 1864, Хобокен, Нью-Джерси — 13 июля 1946, Нью-Йорк) — американский фотограф, галерист и меценат, один из крупнейших мастеров пикториализма. Стиглиц внёс огромный вклад в утверждение фотографии как независимого искусства и повлиял на формирование его эстетики.

## Биография

### Ранние годы

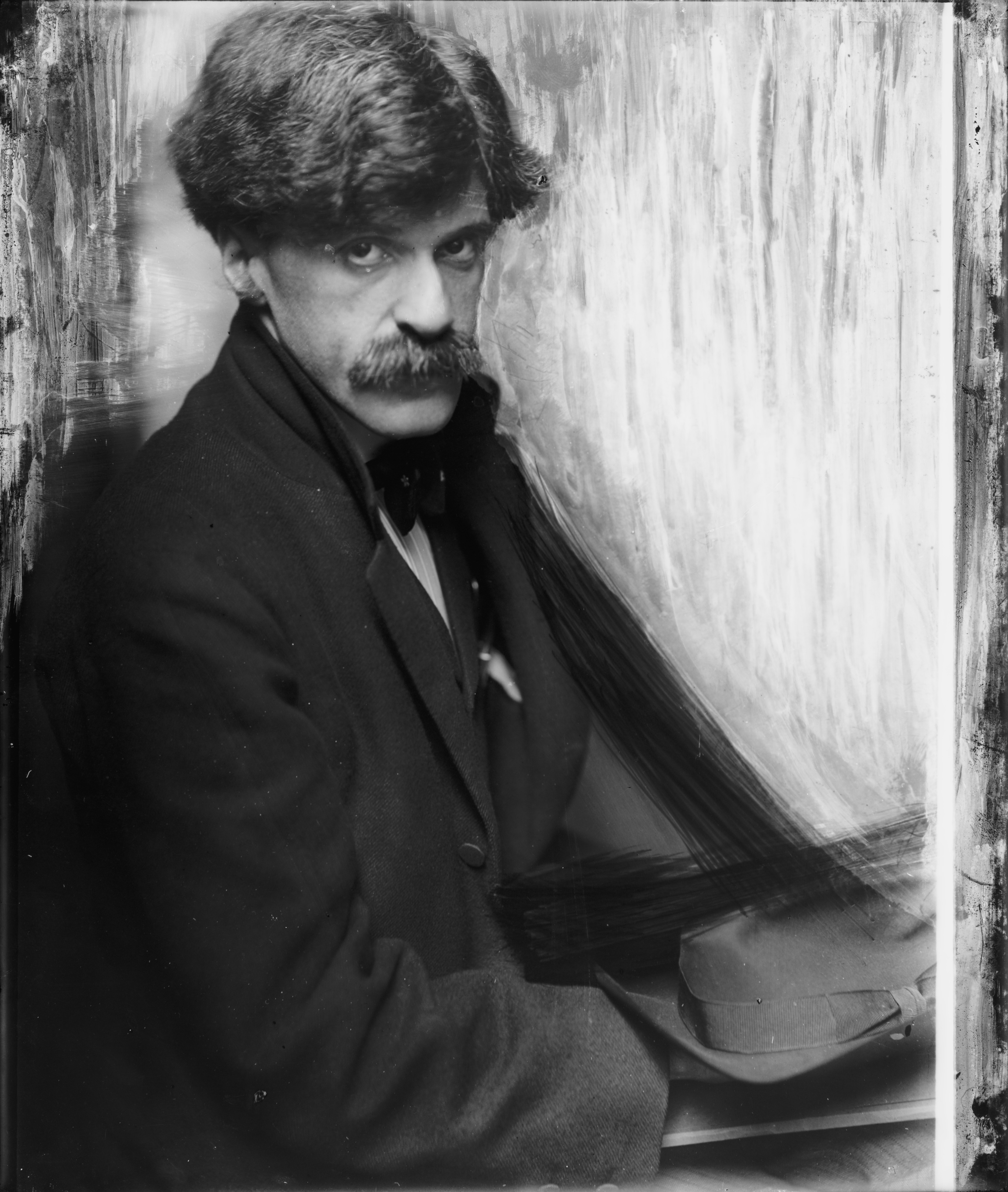
Гертруда Кезебир. Портрет Алфреда Стиглица, 1902

Вырос на Манхэттене, в многодетной семье состоятельного торговца сукном, шерстью. Учился в престижном городском колледже Нью-Йорка. В 1881 году его отец Эдвард Стиглиц (1833—1909), немецкий еврей, вместе с семьёй вернулся в Германию. Отец продал свою компанию за 40 000 долларов США и перевёз свою семью в Европу, чтобы его дети могли получить лучшее образование. Альфред Стиглиц поступил в гимназию в Карлсруэ. Позже учился в Берлине, где слушал лекции Германа Вильгельма Фогеля, изобретателя ортохроматической плёнки. C 1882 года Алфред учился в Высшей технической школе Берлина, увлёкся фотографией, путешествовал. В это время интересуется искусством, много читает, увлекается писателями-романтиками, творчеством Эмиля Золя. Его биограф П. Розенфельд указывает, что Стиглиц знакомится также с русской классической литературой: «Он открыл для себя русских писателей, сначала Лермонтова, потом Гоголя, затем Пушкина; позднее Тургенева и Толстого».

### Творчество и организаторская деятельность
Его первые работы были сделаны в 1883 году в Берлине, во многом они были ориентированы на общепринятую фотографию. Вместе с Джозефом Кейли он изобрёл «чистую фотографию», используя желатиновый процесс. В 1884 году его семья вернулась в США, а Алфред остался в Германии для завершения образования. В 1887 году его снимок «Последняя шутка, Белладжо» (англ. The Last Joke, Bellagio) заняла первое место в ежегодном конкурсе фотографии, который проводил британский журнал «Фотограф-любитель». На следующий год в том же конкурсе его работы заняли первое и второе места. В результате его известность и репутация как фотографа резко возросла, а британские и немецкие журналы стали публиковать его работы. В том же году он написал свою первую статью «Несколько слов о любительской фотографии в Германии».

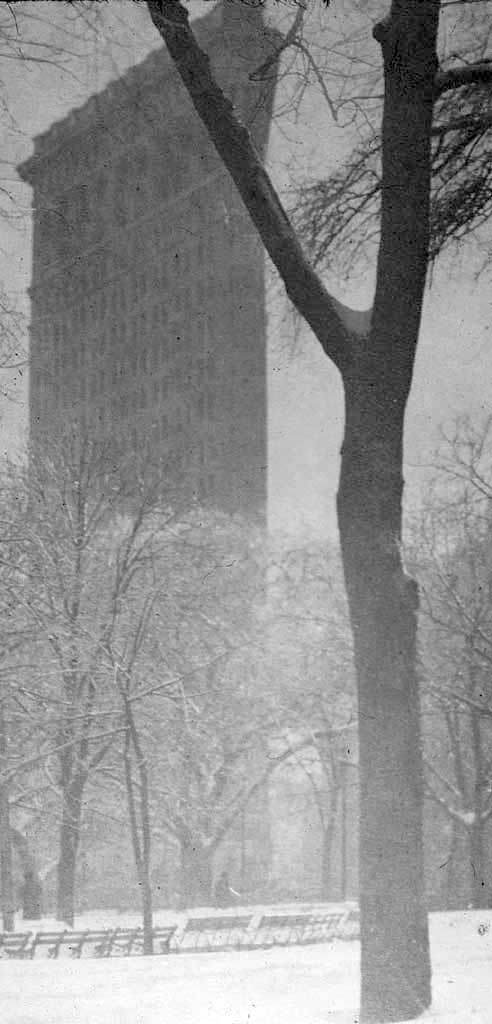
Алфред Стиглиц. Флэт-Айрон билдинг, 1903

В возрасте 26 лет в 1890 году Алфред прибыл в Нью-Йорк, где стал партнёром в фирме, которая изготавливала фотогравюры. Освоив технические границы фотографии, Стиглиц начал искать новые методы экспонирования и обработки. В конце 1892 года он приобрёл свою первую ручную (портативную) камеру производства «Folmer & Schwing Mfg», на которой снял одни из наиболее известных своих фотографий: «Конечная станция» (англ. The Terminal, 1892) и «Зима, Пятая авеню» (англ. Winter, Fifth Avenue, 1893). В критике отмечается, что его работа «Зима, Пятая авеню», на которой изображена улица Нью-Йорка во время снежной бури, является важным моментом в развитии фотографии:
До этого момента художественная фотография традиционно ассоциировалась с мягким фокусом, пикториализмом, напоминавшим живопись или рисунок. Работа Стиглица обращалась к более обыденному реализму, избрав новаторский сюжет и неожиданный подход к нему.
Популярность его постепенно росла, и в 1893 он становится вторым редактором журнала «Американский фотограф-любитель» (англ. The American Amateur Photographer). С 1903 по 1917 год Стиглиц издаёт фотографический журнал «Camera Works», за 14 лет существования которого вышло 50 номеров издания. Организованная им в 1902 году выставка фотографий в Национальном художественном клубе Нью-Йорка имела большой успех. Стиглиц стал первым фотографом, чьи произведения стали частью собраний ведущих музеев США и начали экспонироваться наряду с картинами знаменитых художников.
Стиглиц создал и возглавил группу «Фото-Сецессион», куда входили Эдвард Стейхен, Кларенс Уайт, Элвин Лэнгдон Коберн, Гертруда Кезебир и Фрэнк Юджин. В 1905—1917 годах был директором фотогалереи «291» на 5-й авеню, а впоследствии ещё нескольких фотогалерей. Неформальное объединение единомышленников чаще всего называли «группой 291», но позже за их приверженность документальной, элементам репортажной съёмки, фиксированию некоторых неприглядных черт городской действительности, окраин и трущоб Нью-Йорка, жизни иммигрантов критика стала называть (англ. the Mop and Pail Brigade). Данное критикой недоброжелательное прозвище возникло не только за приверженность этих мастеров к реалистическому изображению действительности, но и по аналогии с названием объединения художников, примыкавших к Роберту Генри, которое критика окрестила «школой мусорных вёдер». Искусствовед Е. М. Матусовская приводит другой русскоязычный вариант прозвища «the Mop and Pail Brigade» — «уборщики мусора».
В 1907 году он сделал фотографию «Третий класс» («Пассажиры третьего класса») — одну из наиболее известных и важных работ раннего фотографического модернизма. Снимок был сделан на борту парохода, следовавшего из Нью-Йорка в Европу. По словам Стиглица, запечатлённая на снимке сцена буквально очаровала его:
Я видел формы, взаимосвязанные друг с другом,— целую картину форм, а за ней образы не дававшие мне покоя: простые люди, ощущение пребывания на судне, океан, чувство о том, что я далёк от толпы, всех, кто относит себя к богатым.
В то же время его работы и стиль подвергались критике со стороны представителей новой фотографии — в частности, Пола Стренда и представителей группы F/64.

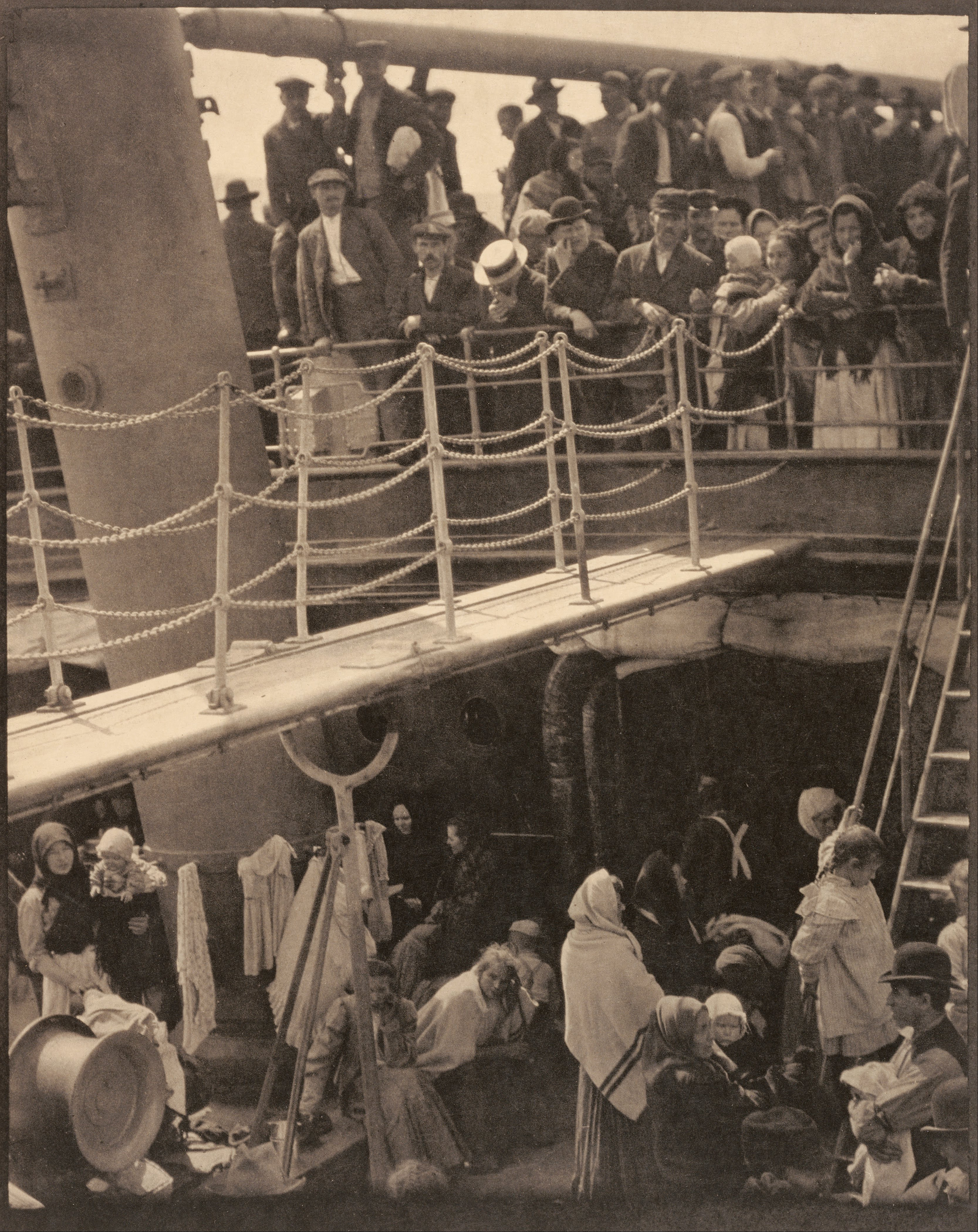
Алфред Стиглиц. «Третий класс» («Пассажиры третьего класса»), 1907

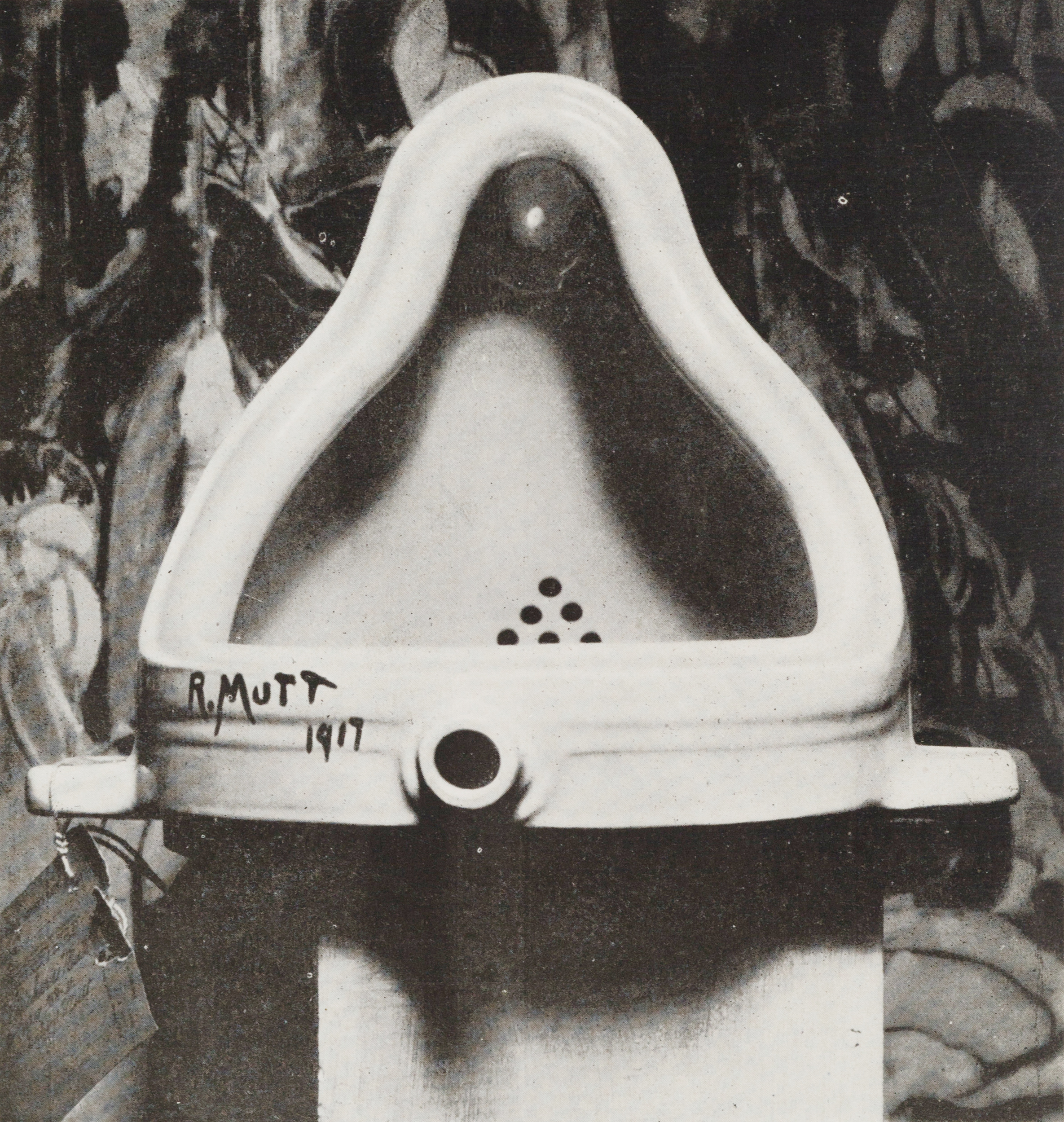
Марсель Дюшан, «Фонтан» (1917). Фото оригинальной работы Дюшана, сделанное Стиглицем. В качестве фона была выбрана картина Хартли Марсдена «Войны»

В 1907 году он познакомился в Париже с Гертрудой Стайн и был восхищён творчеством Родена, Матисса, Тулуз-Лотрека, Сезанна и Руссо. После знакомства с европейской живописью, он принял решение расширить свою фотогалерею и сделать её полноценной художественной галереей, где можно было бы популяризовать современное искусство. Важный вклад в развитие современного искусства Стиглица заключается в том, что он включил в круг интересов известной своими консервативными вкусами американской публики новейшее искусство Европы того времени — живопись и скульптуры Сезанна, Родена, Матисса, Брака, Пикассо, Дюшана, Бранкузи, Пикабиа, Северини и др. В рамках этой деятельности, в январе 1908 года он представил на выставке рисунки Родена, в апреле того же года прошла выставка Матисса. В декабре 1909 года он выставил в своей галерее полотна Тулуз-Лотрека. В 1910 году показал работы Матисса, Родена, Руссо и литографии Сезанна. В марте следующего года американской публике были представлены акварели Сезанна, а в апреле рисунки и акварели Пикассо. В 1912 году в его галерее прошла выставка скульптур Матисса.
Он был знаком со многими дадаистами, из которых наиболее близкие отношения у него сложились с Франсисом Пикабиа. Не разделяя многие крайние проявления нового искусства, Стиглиц, тем не менее, был одним из инициаторов и спонсоров проведения выставки, на которой были представлены произведения европейского (в первую очередь французского) модернизма — знаменитая Арсенальная выставка, которая имела важнейшее значение для утверждения в США современного искусства и которую посетило 100 000 человек. Между 1908 и 1915 годами в своей галерее он выставил 89 картин и рисунков Пикассо, но смог продать только одну работу, которую сам же в итоге и приобрёл. В 1911 году Стиглиц предложил приобрести собрание работ Пикассо дирекции Метрополитен-музея за 2 000 долларов США, но получил отказ, так как по словам директора: «такие безумные вещи никогда не будут приняты Америкой». В 1914 году представил публике произведения негритянской скульптуры, затем детские рисунки. Вернер Хафтман, в своей книге «Живопись в XX веке» отмечал, что Стиглиц «обладал очень чутким умом, преданным всему новому и революционному…» По оценке «Британники», Стиглиц «почти в одиночку втолкнул свою страну в мир искусства XX века». Известность получила история связанная с представлением Марселем Дюшаном в 1917 году его реди-мейда «Фонтан», который фактически является керамическим писсуаром с подписью «R.Mutt» (Р. Дурак). Он был представлен как «фонтан» для выставки «Общества независимых художников», но в конечном итоге эта работа Дюшана была отклонена от участия в показе по формальным и эстетическим причинам. «Фонтан» был продемонстрирован и сфотографирован в галерее-студии «291» Стиглица. Это культовое фото было опубликовано в журнале «The Blind Man», однако оригинал вскоре после демонстрации пропал. По предположению биографа Дюшана Кэлвика Томкинса, писсуар был выброшен как мусор. В дальнейшем именно эта фотография стала основным источником для восстановления облика этой инсталляции и таким образом несмотря на то что первый авторский экземпляр был утерян, «Фонтан» Дюшана вошёл в историю и был воссоздан при непосредственном участии автора. В настоящее время, в нескольких музеях представлены реплики писсуара, а сам «Фонтан» считается важной вехой в искусстве XX века и признан британскими специалистами величайшим произведением своей эпохи, одним из самых знаменитых и революционных произведений авангарда, изменив саму концепцию искусства. В 2004 году пятьсот самых известных британских арт-деятелей признали «Фонтан» «самым влиятельным произведением искусства XX века».
С 1916 года работал в постоянном контакте с Джорджией О’Кифф, в 1924 они стали мужем и женой. Создал около 300 фотоснимков О’Кифф. Один из критиков писал об этих фотографиях: «Стиглиц словно повторил визуально волнующее путешествие мужской руки по телу возлюбленной. Весь экстаз запечатлён на этих снимках». Под его влиянием она вернулась к живописи, которую ранее забросила. С 1923 года при поддержке Стиглица она стала активно выставляться (особенно известны её натюрморты с цветами). В 1934 году у Стиглица появилась новая ученица, которой стала 22-летняя Дороти Норман и между ними завязались любовные отношения. В 1929 году жена Стиглица переехала в штат Нью-Мексико, где создала свою известную серию пейзажей пустыни, получила признание, материальную обеспеченность и вернулась в Нью-Йорк к Стиглицу у которого к тому времени закончился роман с Норман, но вернуть прежние отношения они уже не смогли.
Некоторые его экспериментальные работы, в настоящее время расцениваются как примеры ранней соляризации (эффект Саботье). Считается, что Стиглиц сознательно применял переэкспонирование снимков, последствием чего могла стать непреднамеренная соляризация нескольких изображений, как например, на известном отпечатке рук Джорджии О’Кифф (англ. Hands and Thimble — Georgia O’Keeffe, 1919). Пол Стренд писал по этому поводу в 1923 году: «…также он использовал соляризацию; в действительности это дефект, но он использовал его как достоинство, осознанно, имея в виду результат. Это действительно творческое использование материала, совершенно обоснованное, совершенно фотографическое».

### Поздние годы
Дружил и сотрудничал с Анселом Адамсом и Карлом Страссом. В 1922 году создал серию фотографий с облаками на озере Джордж, выглядевшими как абстракции. По словам фотографа, в этой серии технически сложных этюдов он хотел добиться того, чтобы при их виде композитор Эрнест Блох мог воскликнуть: «Музыка! Это же музыка. Как это получилось у вас?» и, взволнованный образами фотографий, написал бы симфонию «Облака», но ещё больше по размеру, чем это получилась у Клода Дебюсси. Стиглиц открыл галерею «Американское место», которой он руководил до своей смерти. Оставил фотографию в 1937 году из-за тяжёлой сердечной болезни. Умер в 1946 году в Нью-Йорке. После смерти Стиглица его вдова передала архивы, собрание картин, рисунков и фотографий нескольким музеям США, в том числе Метрополитен-музею.

## Награды
- Медаль прогресса (Королевское фотографическое общество) (1924)